# HD 120819
HD 120819，又名BD+35 2493，SAO 63781、HR 5215，是一颗恒星，视星等为5.87，位于銀經67.1，銀緯75.16，其B1900.0坐标为赤經13h 46m 44.4s，赤緯+35° 75.16′ 39″。